# Akshay Venkatesh
Akshay Venkatesh (ur. 1981 w Nowym Delhi) – australijski matematyk pochodzenia indyjskiego, laureat Medalu Fieldsa (2018).

## Życiorys
Urodzony w 1981 r. w Nowym Delhi. W wieku dwóch lat wraz z rodziną wyemigrował do Perth w Australii. Studiować zaczął w wieku 13 lat, a trzy lata później został doktorantem na Uniwersytecie Princeton, następnie pracownikiem Uniwersytetu Stanforda. W 2018 r. został laureatem Medalu Fieldsa. Od sierpnia 2018 r. pracownik Institute for Advanced Study w Princeton.
W 2010 wygłosił wykład sekcyjny, a w 2018 wykład plenarny na Międzynarodowym Kongresie Matematyków.